# Rock am Ring
Rock Am Ring (Nürburgring), Rock Im Park (Nuremberga) é um festival de música que acontece anualmente no Autódromo de Nürburgring, Nürburg 50° 20′ 10″ N, 6° 56′ 48″ L, oeste da Alemanha. O Rock im Park acontece aos arredores do Frankenstadion 49° 25′ 44″ N, 11° 07′ 19″ L, em Nuremberg, ao sul.
Ambos os festivais são geralmente consideradas como um único evento e possuem uma formação quase idêntica para os dois festivais. Todos os artistas executam um dia em Nürburgring outro dia em Nuremberg durante o evento de cerca de três dias. Houve exceções menores nos últimos anos, onde um artista foi anunciado para uma das festas somente.
Juntos, o Rock im Park e Rock am Ring são os maiores festivais de música na Alemanha e uma das maiores do mundo, com um público combinado de pouco mais de 150.000 pessoas em 2007.

## História
O festival foi realizado pela primeira vez em 1985 e foi originalmente planejado como um evento único. Devido ao sucesso inicial (cerca de 75 mil espectadores), decidiu-se, que este evento deveria ser realizado todos os anos. A queda na audiência em 1988 teve uma pausa de dois anos para a série.
Em 1991, o maior festival de rock alemão gerou uma nova abordagem ao público do evento. Um novo foco foi criado visando desde o público mais "underground" contendo artistas até então desconhecidos da mídia, mesclados com grupos como INXS e Alanis Morissette que embalavam grandes plateias.
Em 1993, o Rock am Ring foi realizado em Viena (Rock in Vienna) e no ano seguinte mudou-se para Munique (Rock in Riem). Em 1995 o Rock im Park foi para Nuremberg, enquanto Rock am Ring foi para Eifel. Em 1997 os festivais mudaram-se para os locais que são até hoje.
Normalmente tocam no festival exatamente as mesmas bandas, porém não há exatidão, visto que existem bandas com dificuldades de locomoção.
Uma característica marcante do festival são seus arredores, cujo caráter mudou ao longo do tempo: nos primeiros anos eram pequenas tendas e poucas vans. Logo, a imagem dos locais era marcada por pavilhões e acampamentos. Nos últimos anos, é cada vez maior o número de veículos grandes, como caminhões e trêileres foram encontrados, trazendo itens grandes, como sofás, que eram simplesmente deixados para trás, após o festival, nos parques de campismo. [carece de fontes?]
Em 16 de junho 2012, foi anunciado em jornais locais que haveria problemas para que o estado Renânia-Palatinado sediasse o festival no ano seguinte. O ministério de infraestrutura não confirmou tais afirmações e previu o evento entre 7 e 9 de junho de 2013, começando as primeiras entrevistas com os músicos para o próximo festival nas próximas semanas. Um dos organizadores, Marek Lieberberg confirmou que a Südwestrundfunk (SWR) irá cuidar de espaços alternativos. Um local possível, por exemplo, seria o circuito de Hockenheimring. Porém mais tarde a SWR anunciou que o Rock am Ring permanecerá em Nürburgring.

## Edições

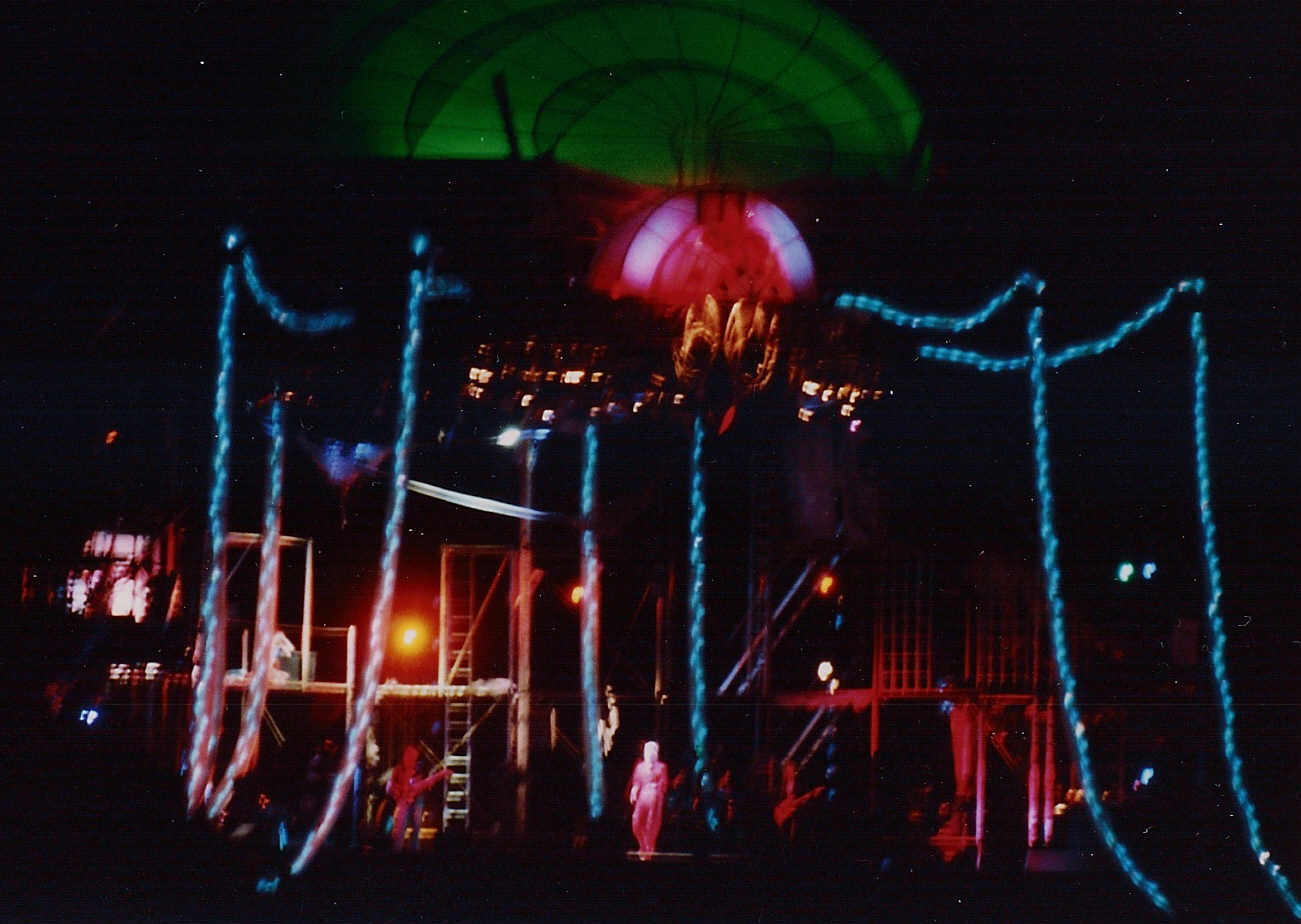
David Bowie e sua Aranha de Vidro no Rock am Ring 1987.

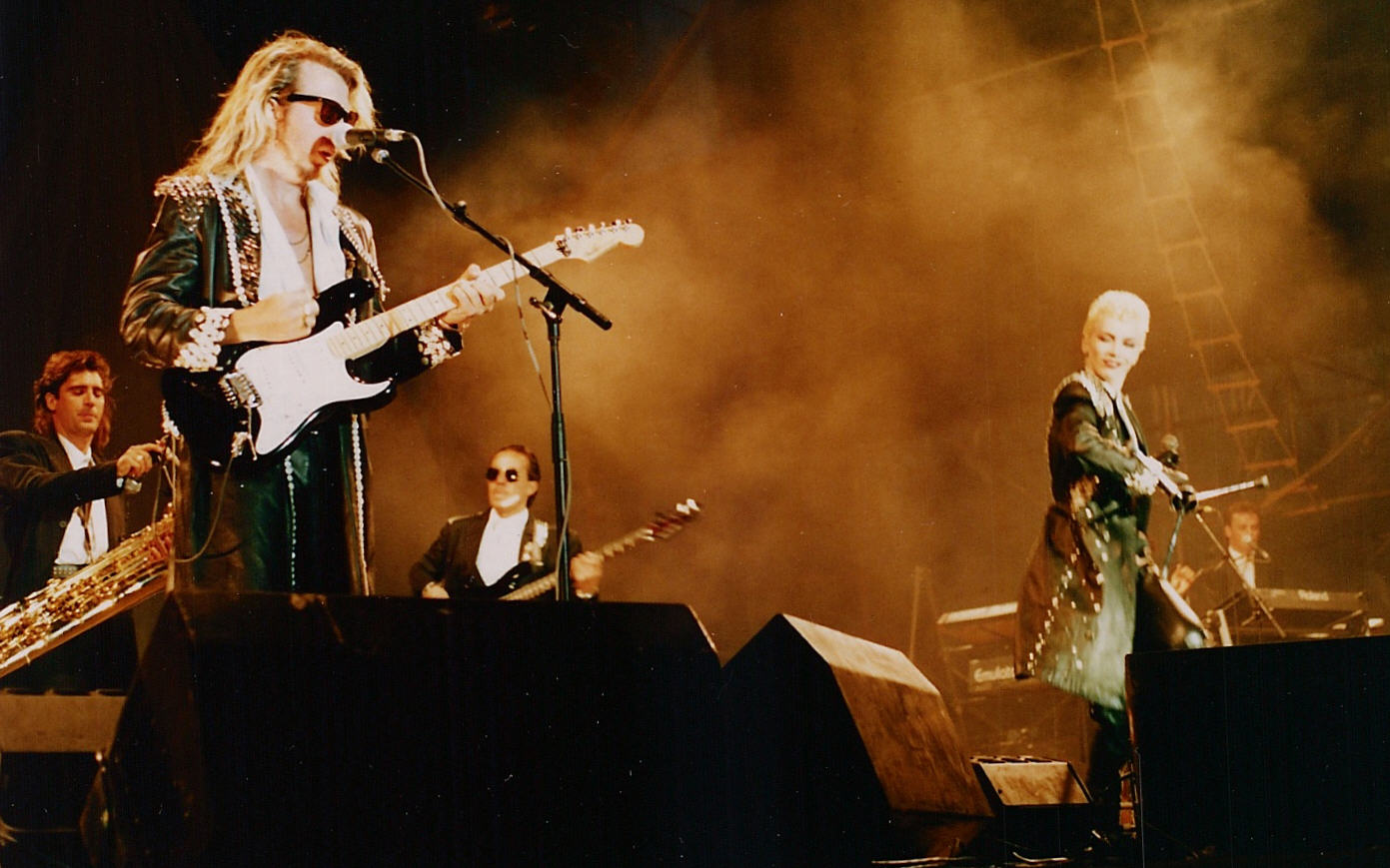
Eurythmics tocando em 1987.

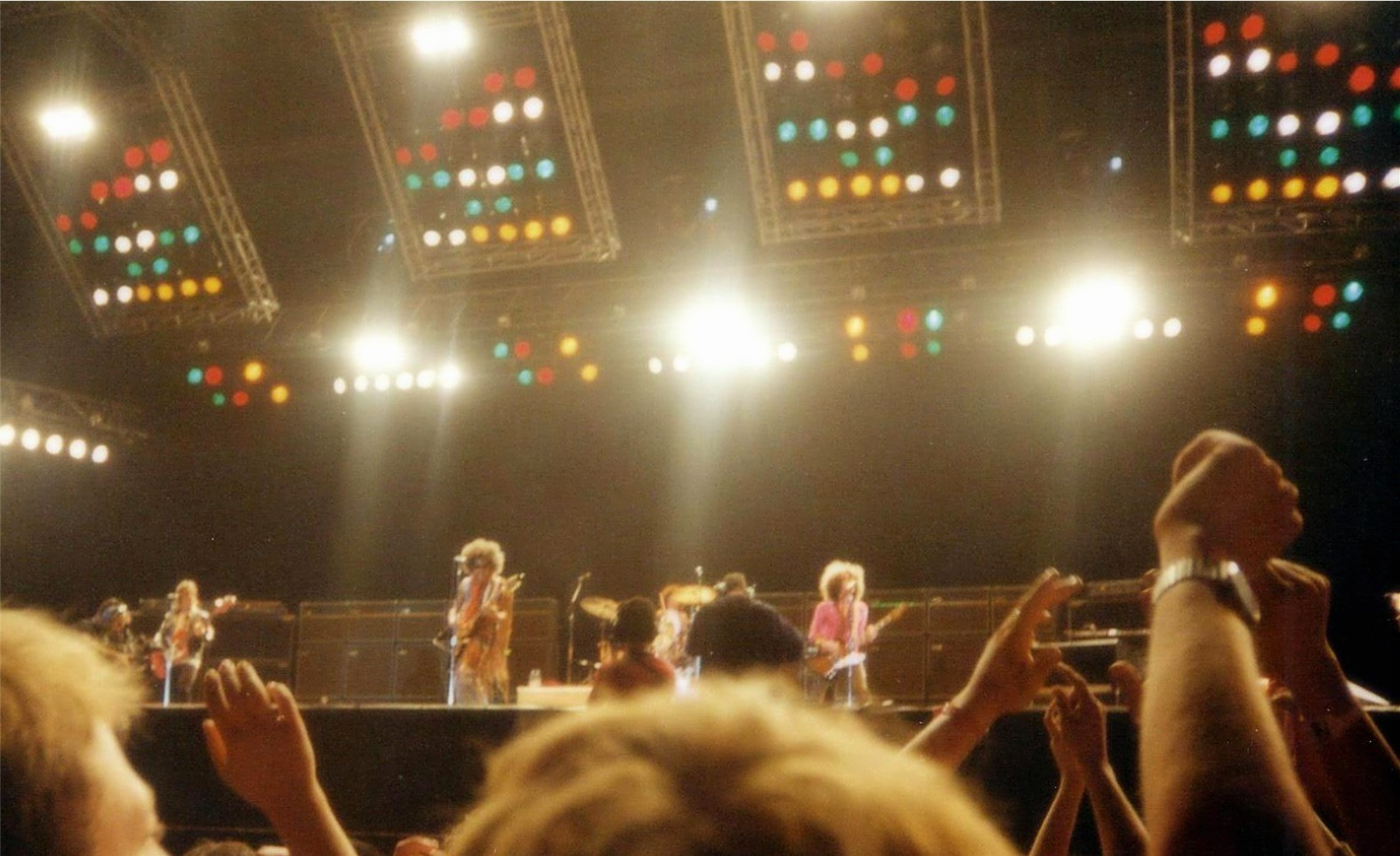
Lenny Kravitz ao centro do palco em 2002.

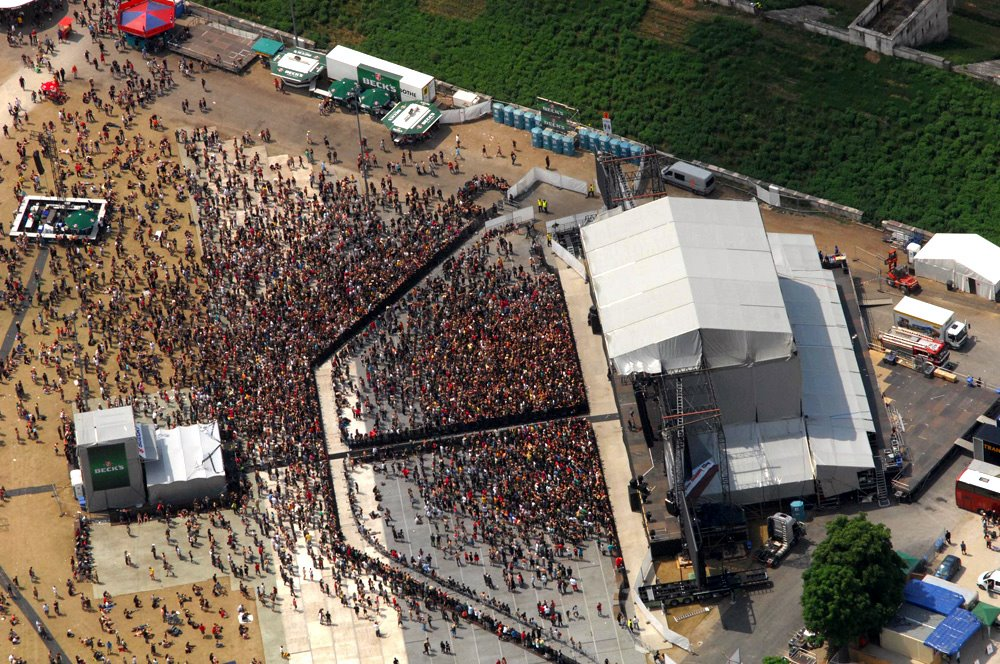
Vista aérea do público no Frankenstadion.

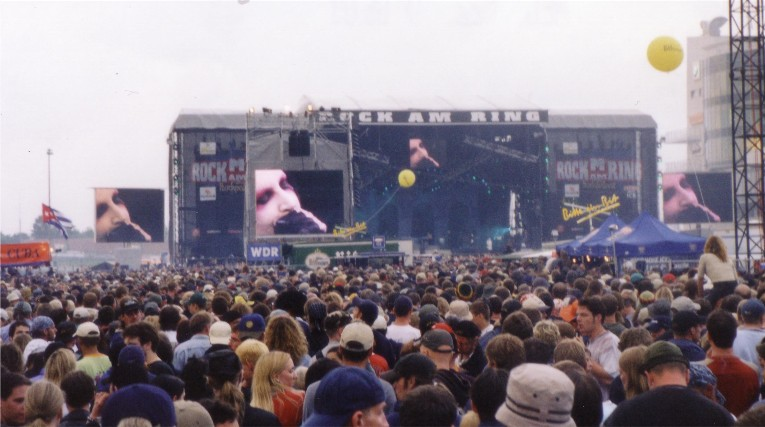
Marilyn Manson no palco em 2003.

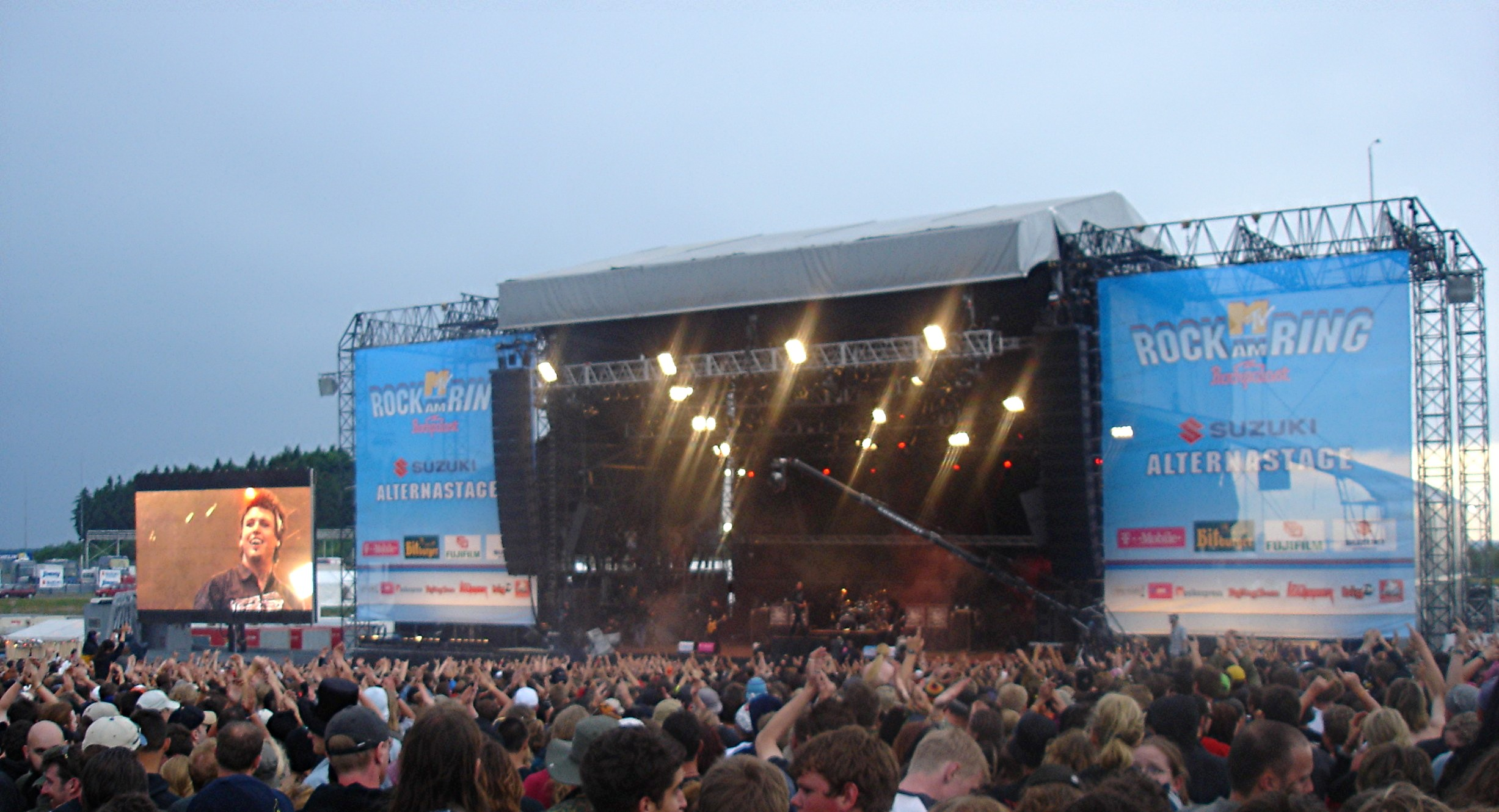
Papa Roach se apresentando em 2005.

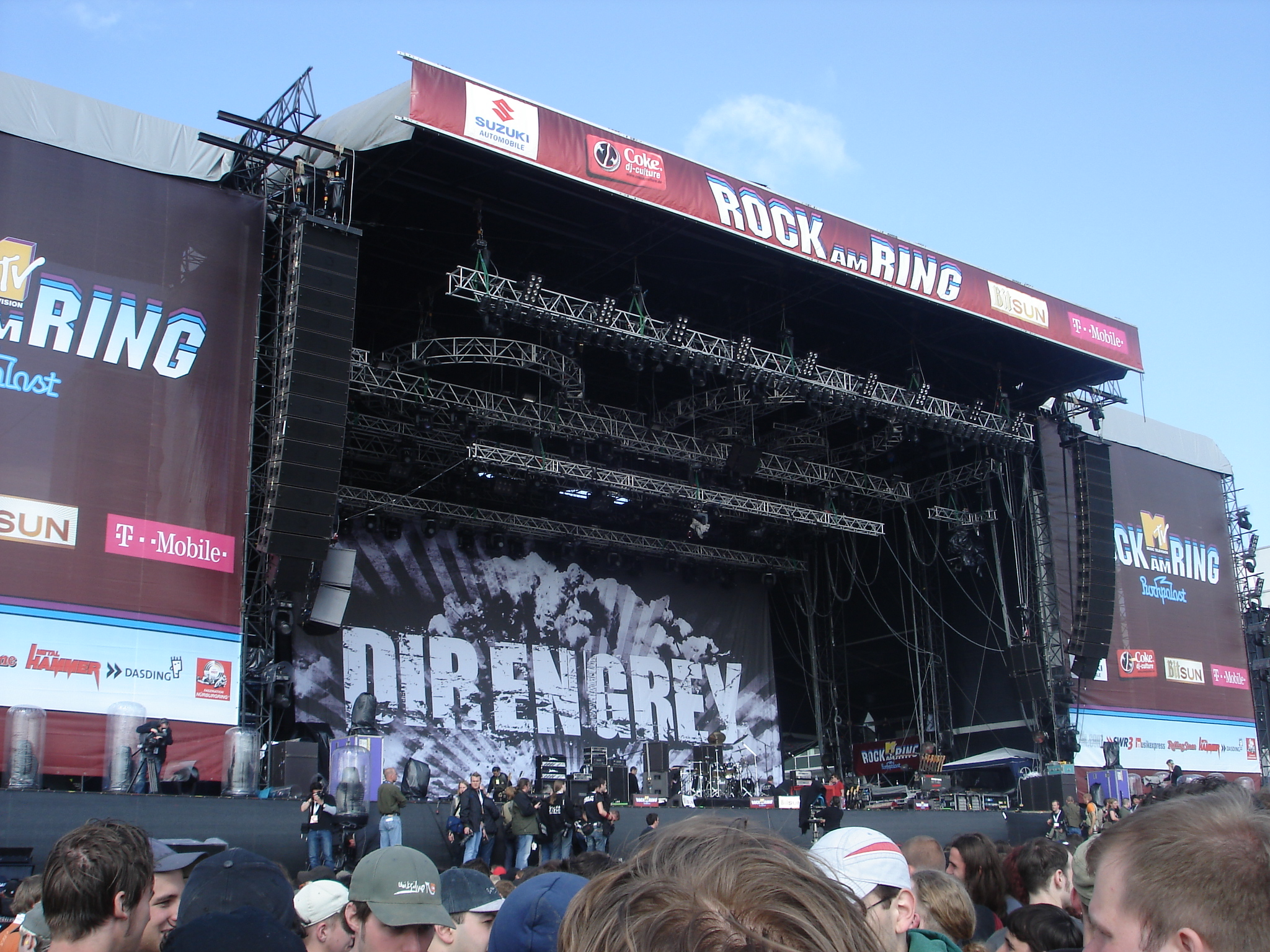
Dir En Grey no centro em 2006.

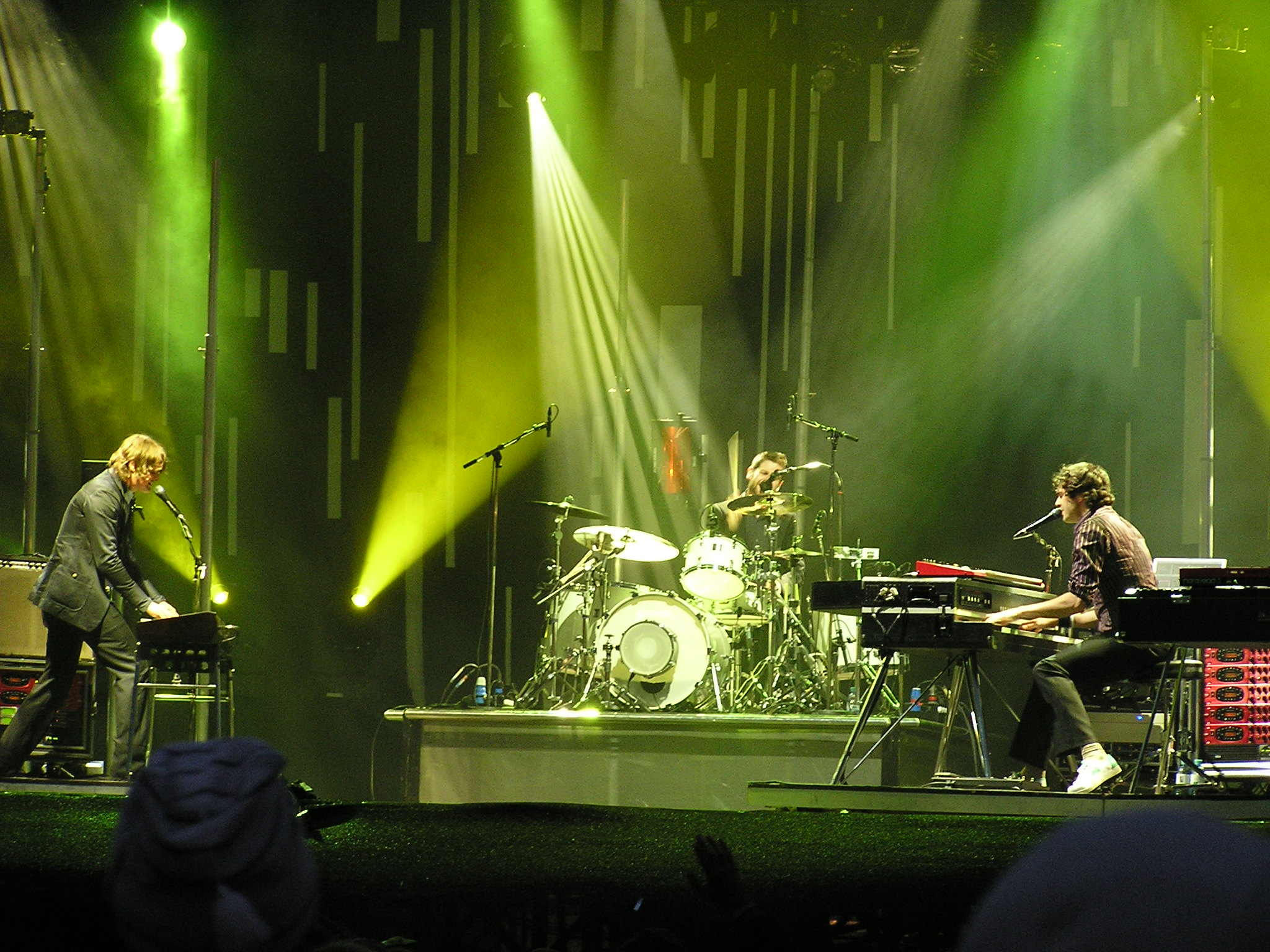
Keane no centro do Rock in Park em 2006.

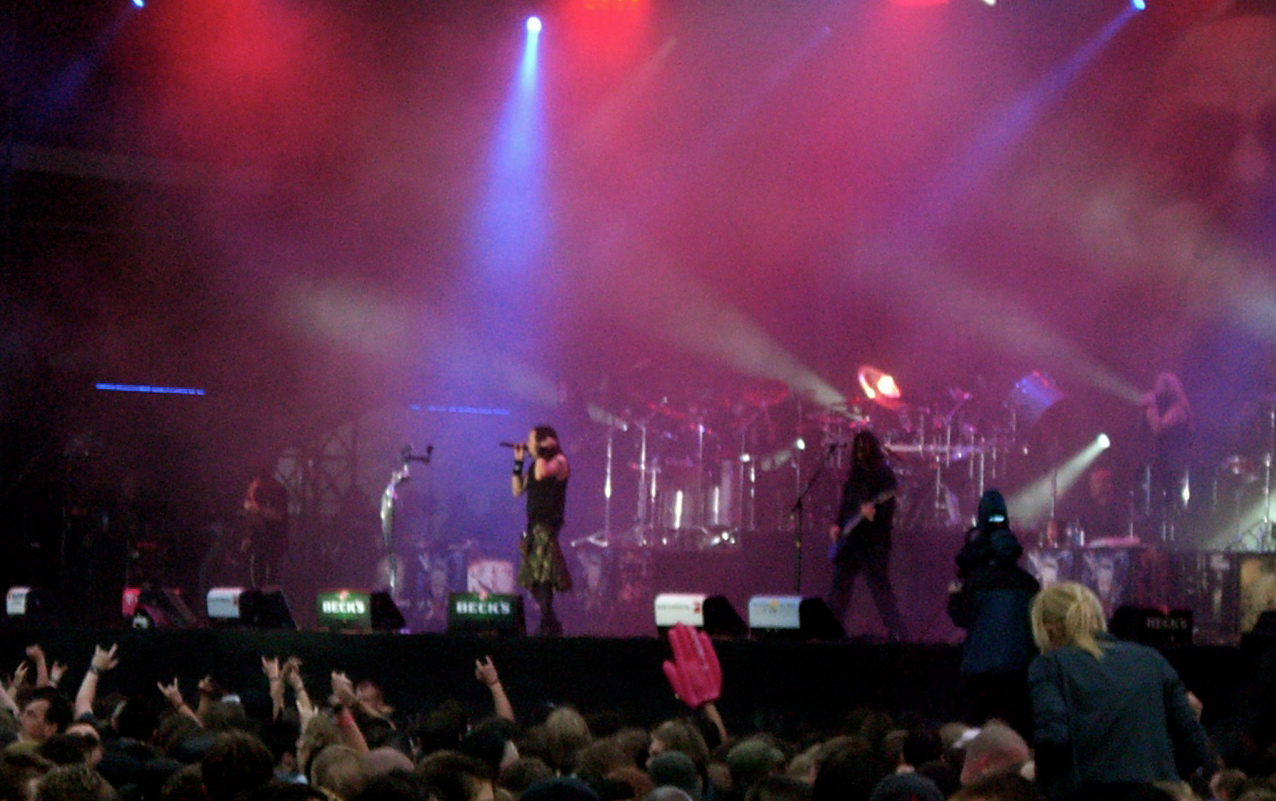
Korn no Rock in Park em 2007.

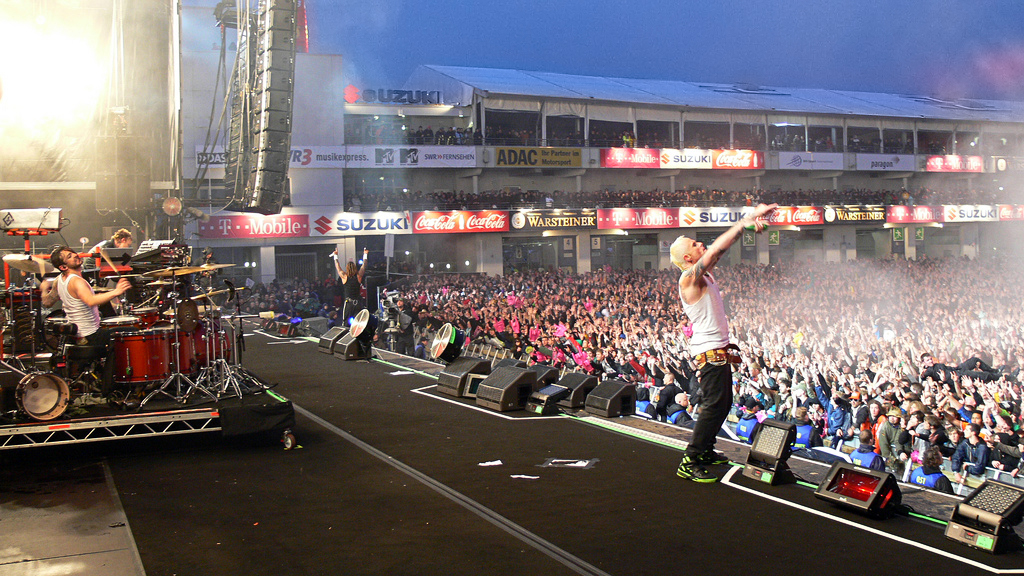
The Prodigy no Rock am Ring 2009;

| Data               | Artistas | Notas                                         | Público                                                 |
| ------------------ | --- | --------------------------------------------- | ------------------------------------------------------- |
| 25/05 − 26/05/1985 | U2, Joe Cocker, Foreigner, Marius Müller-Westernhagen, Marillion, Chris de Burgh, Rick Springfield, Gianna Nannini, The Alarm, Lone Justice, Immaculate Fools, REO Speedwagon, Saga, Mink de Ville, Russ Ballard, Night Ranger, Huey Lewis & the News | 17 Bandas 1 Show                              | 75.000                                                  |
| 14/06 − 15/06/1986 | Simple Minds, The Cure, INXS, Simply Red, Talk Talk, Cock Robin, The Bangles, Bonfire, The Waterboys | 17 Bandas 1 Show                              | 50.000                                                  |
| 06/06 − 07/06/1987 | David Bowie, Eurythmics, Udo Lindenberg, UB40, Heinz Rudolf Kunze, Wolfgang Niedecken, Bob Geldof, Chris Isaak | 20 Bandas 1 Show                              | 60.000                                                  |
| 06/06 − 07/06/1988 | Marius Müller-Westernhagen, Fleetwood Mac, Chris Rea, The Christians, Wolf Maahn, Fischer-Z, Nits, In Tua Nua, Rainbirds, Lloyd Cole, Martin Stephenson, Ry Cooder, Inker & Hamilton, It Bites, Imperiet, The Adventures, Aswad | 17 Bandas 1 Show                              | 30.000                                                  |
| 28/06 − 30/06/1991 | INXS, Toto, Sting, The Sisters of Mercy, Eros Ramazzotti, Fury in the Slaughterhouse, The Jeremy Days | 20 Bandas 1 Show                              | 51.000                                                  |
| 05/06 − 07/06/1992 | Marillion, Saga, Bryan Adams, Elton John, Pearl Jam | 23 Bandas 1 Show                              | 42.000                                                  |
| 29/05 − 30/05/1993 | INXS, Faith No More, Def Leppard, Brian May, The Silencers, Hothouse Flowers, Ugly Kid Joe, Héroes del Silencio, Leonard Cohen, The Screaming Jets | 25 Bandas 2 Shows                             | 50.000                                                  |
| 21/05 − 23/05/1994 | Aerosmith, Peter Gabriel, Clawfinger, Nina Hagen, Rage Against the Machine, Radiohead, Soul Asylum, Therapy?, Paradise Lost, The Breeders, The Hooters, Extreme, Nationalgalerie, Manic Street Preachers, Cry of Love, Jackyl, Galliano, The Smashing Pumpkins, Crowded House, Bonnie Raitt, The Cranberries, Richie Havens, Ian McNabb, Brings | 31 Bandas 2 Shows                             | 70.000                                                  |
| 03/06 − 04/06/1995 | Van Halen, Bon Jovi, Megadeth, Otto Waalkes, The Pretenders, Bad Religion, Danzig, Weezer, Faith No More, Die Doofen, Dave Matthews Band, Ugly Kid Joe, Therapy?, Hootie And The Blowfish | 28 Bandas 1 Show                              | 70.000                                                  |
| 24/05 − 26/05/1996 | Bryan Adams, Herbert Grönemeyer, Die Toten Hosen, Sting, The Fugees, Alanis Morissette, Héroes del Silencio, Bush, Mike & the Mechanics, Sepultura, Rancid, Paradise Lost, Zucchero, Dave Matthews, The Presidents of the United States of America, Monster Magnet, K’s Choice, Santana, Amanda Marshall, Placebo, Thumb, James Hall, Ash, Spacehog, Deftones, Rage Against the Machine | 43 Bandas 2 Shows                             | 75.000                                                  |
| 16/05 − 18/05/1997 | Kiss, Aerosmith, Die Ärzte, Supertramp, Texas, Fun Lovin Criminals, Tool, Neneh Cherry, The Fugees, Bush, Silverchair, Nada Surf, Sharon Stoned, Live, Caroline’s Spine | 53 Bandas 2 Shows                             | 70.000                                                  |
| 29/05 − 31/05/1998 | Bob Dylan, Genesis, Ozzy Osbourne, Rammstein, BAP, The Prodigy, Guano Apes, The Smashing Pumpkins, Moby, Fettes Brot, Clawfinger, Fünf Sterne deluxe, Deftones, Fischmob, Insane Clown Posse, Pyogenesis | 66 Bandas 3 Show (Novo: Casa da Comédia)      | 58.000                                                  |
| 21/05 − 23/05/1999 | Metallica, Bryan Adams, Alanis Morissette, Xavier Naidoo, Robbie Williams, Faithless, Skunk Anansie, Fear Factory, Monster Magnet, Biohazard, Cypress Hill, Anne Clark, Wolfsheim, Garbage | 93 Bandas 4 Shows (Novo: Show de talentos)    | 63.000                                                  |
| 09/06 − 11/06/2000 | Pearl Jam, Die Toten Hosen, Sting, Oasis, Travis, Eurythmics, Korn, Rage Against the Machine, Slipknot, Deftones, Santana, Methods of Mayhem, The Mighty Mighty Bosstones, Such A Surge, Weissglut anstelle von Cypress Hill, Snapcase, Good Riddance, Freundeskreis, Junkie XL, Fünf Sterne deluxe, Sportfreunde Stiller | 89 Bandas 4 Shows                             | 75.000                                                  |
| 01/06 − 03/06/2001 | a-ha, Limp Bizkit, Radiohead, Alanis Morissette, Linkin Park, Kid Rock, 3 Doors Down, Papa Roach, OutKast, Samy Deluxe, Blumfeld, Emil Bulls, Disturbed, H-Blockx, Uncle Ho, Godsmack, Mudvayne, Queens of the Stone Age, Afrob, The Hives, Thumb, Seeed, Alien Ant Farm, HIM, Donots Guns N' Roses foram anunciados como atração principal do evento, mas desistiram. | 86 Bandas 4 Shows                             | 65.000                                                  |
| 17/05 − 19/05/2002 | The Offspring, Bad Religion, Lenny Kravitz, Carlos Santana, Farin Urlaub, Faithless, Neil Young, Jamiroquai, Wyclef Jean, Ozzy Osbourne, Beatsteaks, H-Blockx, System of a Down, Alien Ant Farm, Drowning Pool, Muse | 94 Bandas 4 Shows                             | 50.000                                                  |
| 06/06 − 08/06/2003 | Iron Maiden, Metallica, Placebo, Dave Gahan, Marilyn Manson, Moby, Queens of the Stone Age, Audioslave, Ministry, The Hellacopters, Silverchair, Deftones, Emil Bulls, Die Happy, Saïan Supa Crew, Molotov, Disturbed | 76 Bandas 3 Shows (Fim da Casa da Comédia)    | 75.000                                                  |
| 04/06 − 06/06/2004 | Muse, Machine Head, Red Hot Chili Peppers, Die Toten Hosen, Faithless, Dick Brave & the Backbeats, Evanescence, Avril Lavigne, Wir sind Helden, Linkin Park, Motörhead, Donots, Sportfreunde Stiller, The Rasmus, Seeed, Korn, 3 Doors Down, Lagwagon, H-Blockx, Lostprophets, Nickelback | 83 Bandas 3 Shows                             | 65.000                                                  |
| 03/06 − 05/06/2005 | Iron Maiden, Green Day, R.E.M., Mötley Crüe, Sonic Youth, Melody Club, Incubus, Weezer, The Hives, Slayer, Marilyn Manson, 3 Doors Down, Velvet Revolver, The Prodigy, Slipknot, Fettes Brot, Mando Diao, Subway to Sally, Papa Roach, Apocalyptica, Wir sind Helden (em vez de Limp Bizkit), Die Toten Hosen, Wednesday 13, Dir en grey, Kagerou, Within Temptation, HIM, Simple Plan, Kettcar, Tomte, Madsen, Lacuna Coil, In Flames, Avenged Sevenfold, Garbage | 92 Bandas 3 Shows                             | 70.000                                                  |
| 02/06 − 04/06/2006 | Metallica, Guns N’ Roses, Tool, Depeche Mode, Cradle Of Filth, Placebo, Korn, Deftones, Alice in Chains, Stone Sour, The Darkness, Franz Ferdinand, Sportfreunde Stiller, Kaiser Chiefs, Keane, Turbonegro, Jamiroquai, Morrissey, Bloodhound Gang, In Flames, Lacuna Coil, Danko Jones, Soulfly, Nelly Furtado, David Gray, Paul Weller, Tomte, Bela B/, Pharrell Williams, The Streets, Babyshambles, Dir en grey, Kagerou, Avenged Sevenfold, Angels & Airwaves | 95 Bandas 4 Shown (Novo: Coke DJ Culture)     | Acima de 80.000; Em capacidade máxima 83.500            |
| 01/06 − 03/06/2007 | Linkin Park, Die Ärzte, Muse, Billy Talent, The Hives, Evanescence, The White Stripes, Arctic Monkeys, My Chemical Romance, Jan Delay & Disko No/ 1, Razorlight, Enter Shikari, Funeral for a Friend, The Smashing Pumpkins, Beatsteaks, Mando Diao, Kaiser Chiefs, Wolfmother, 30 Seconds to Mars, Slayer, Machine Head, Megadeth, Type O Negative, Killswitch Engage, Papa Roach, Sugarplum Fairy, Velvet Revolver, Korn, Good Charlotte, Revolverheld, Hinder, Sunrise Avenue, The Kooks, Wir sind Helden, Scissor Sisters, Travis, MIA/, Maxïmo Park, Down Below, DragonForce, Chimaira, Lamb of God, DevilDriver, Bloodsimple, Bowling for Soup, Paramore, As I Lay Dying, Silverstein e The Used | 98 Bandas 2 Shows a céu aberto 1 Tenda Grande | 82.000                                                  |
| 01/06 − 03/06/2007 | - Primeira a esgotar com antecedência; Em 4 semanas após abertura da venda, 60.000 ingressos são vendidos. |                                               |                                                         |
| 06/06 − 08/06/2008 | Metallica, Queens of the Stone Age, Rage Against the Machine, Die Toten Hosen, Incubus, Fair to Midland, Serj Tankian, Motörhead, Bullet for My Valentine, The Verve, The Offspring, Söhne Mannheims, Nightwish, Babyshambles, HIM, The Prodigy, Sportfreunde Stiller, Fettes Brot, Jimmy Eat World, Kid Rock, Simple Plan, Lostprophets, The Fratellis, In Flames, Oomph!, Manic Street Preachers, Disturbed, Stereophonics, Madsen, The Streets, Cavalera Conspiracy, Coheed and Cambria, Bad Religion, Opeth, Rooney, Culcha Candela, Bedouin Soundclash, Hot Chip, Gavin Rossdale, Dimmu Borgir, Silverstein, 36 Crazyfists, Fräulein Wunder | 98 Bandas 2 Shows a céu aberto Tenda Grande   | acima de 85.000, vendidos com antecedência              |
| 05/06 − 07/06/2009 | 2raumwohnung, A Day to Remember, Alexisonfire, All That Remains, …And You Will Know Us by the Trail of Dead, Basement Jaxx, Biffy Clyro, Billy Talent, Black Stone Cherry, Bloc Party, Bring Me the Horizon, Chester French, Chris Cornell, Dir en grey, DragonForce, Dredg, Duff McKagan's Loaded, Enter Shikari, Esser, Expatriate, Exposed to Noise, Five And The Red One, Flogging Molly, Gallows, Guano Apes, Hollywood Undead, Ich Bin Bunt, Jan Delay & Disko No/ 1, Juliette Lewis And The New Romantiques, Kettcar, Kilians, Killswitch Engage, Kitty, Daisy & Lewis, Korn, Limp Bizkit, Little Man Tate, Machine Head, Madina Lake, Madness, Mando Diao, Marilyn Manson, MIA/, Middle Class Rut, Nervecell, New Found Glory, Pain, Papa Roach, Peter Fox, Peter Bjorn and John, Phoenix, Placebo, Polarkreis 18, Razorlight, Scouting for Girls, Selig, Sevendust, Shinedown, Silvester, Slipknot, Staind, Steadlür, Sugarplum Fairy, The All-American Rejects, The Blackout, The Crave, The Gaslight Anthem, The Killers, The Kooks, The Prodigy, The Rifles, The Script, The Soundtrack of Our Lives, The Subways, Tomte, Trivium, Volbeat, VV Brown, White Lies, Wirtz, You Me at Six                                                           | 92 Bandas 2 Shows a céu aberto Tenda Grande   | 80.000, esgotados ao final de março.                    |
| 03/06 − 06/06/2010 | Principais:Kiss,Rage Against the Machine, Rammstein, Muse. Entre outros:30 Seconds to Mars, A Day to Remember, Airbourne, Alice in Chains, Alkaline Trio, As I Lay Dying, Bad Religion, Broilers, Bullet for My Valentine, Cancer Bats, Carpark North, Crime In Stereo, Crystal Castles, Cypress Hill, Delphic, Die Sterne, Disco Ensemble, Dizzee Rascal, Dommin, Editors,Donots, Ellie Goulding, Eyes of Solace, Fertig, Los!, Five Finger Death Punch, Foals, Gentleman, Gogol Bordello, Gossip, H-Blockx, Halestorm, Hammerfall, Heaven Shall Burn, HIM, Jan Delay & Disko No/ 1, Jay-Z, Kamelot, Kasabian, Katatonia, Kate Nash, Lamb of God, Lazer, Lissie, Motörhead, OneRepublic, Pendulum, Rise Against, Rock Rotten’s 9mm Assi Rock’n’Roll, Roman Fischer, Slash, Slayer, Sportfreunde Stiller (unplugged), Stone Sour, Sweethead, Taking Dawn, The Cribs, The Damned Things, The Hives, The New Black, The Sounds, The Storm, Them Crooked Vultures, Tocotronic, Turbostaat, Volbeat, We Are the Fallen, Whitechapel, Year Long Disaster, YouMeAtSix, Zebrahead, Taylor Hawkins & The Coattail Riders, WhoMadeWho | 85 Bandas 3 Shows                             | 86.500, (público recorde), esgotados ao final de março. |
| 03/06 − 06/06/2010 | - devido ao aniversário de 25 anos do Rock am Ring / Rock im Park levou-se em conta os dias de festa, em vez dos habituais três ou quatro dias. - Transmitido pela TV pela primeira vez, pela ARD-Digitalsender em mais de 30 horas de transmissão ao vivo. |                                               |                                                         |
| 03/06 − 05/06/2011 | …And You Will Know Us by the Trail of Dead, 3 Doors Down, All That Remains, Alter Bridge, Architects, Ash, Asking Alexandria, August Burns Red, Avenged Sevenfold, Beatsteaks, Black Spiders, Black Stone Cherry, Black Veil Brides, Bodi Bill, Bonaparte, Bring Me The Horizon, Caliban, Chapel Club, Coldplay, Danzig, Deadmau5, Disturbed, Dredg, Duff McKagan's Loaded, Escape The Fate, Framing Hanley, Frank Turner, Frankmusik, Funeral For A Friend, Hollywood Undead, Hurts, I Am Jerry, In Extremo, In Flames, Interpol, Jamaica, K.I.Z., Kellermensch, Kids In Glashouses, Kings Of Leon, Kolor, Korn, Kraftklub, Lifehouse, Lissie, Madsen, Mando Diao, Mastodon, Millencollin, Morning Parade, Oh, Napoleon, Ozark Henry, Pete Yorn, Pi !, Plain White T's, Rob Zombie (Late Night Special), Robert Francis, Royal Republic, Selig, Sevendust, Silverstein, Simple Plan, Social Distortion, Stereo MC's, System Of A Down, Söhne Mannheims, The Bosshoss, The Devil Wears Prada, The Gaslight Anthem, The King Blues, The Kooks, The Naked and Famous, The Pretty Reckless, Thees Uhlmann & Band, Times Of Grace, Tom Beck, Versaemerge, Volbeat, We Are Scientists, We butter The Bread With Butter, White Lies, Wolfmother, Yellowire, Jona:s | 84 Bandas 3 Shows                             | 84.000                                                  |
| 01/06 − 03/06/2012 | Principais:Metallica, reproduzindo o álbum Metallica em sua totalidade (ao contrário),Die Toten Hosen, comemorando os 30 anos do Rock am Ring e Linkin Park Além de: Billy Talent, Bullet For My Valentine Enter Shikari, The Offspring, Skrillex, Tenacious D, The Subways, Deichkind, Gossip, MIA/, Guano Apes, Donots, Lexy & K-Paul, Motörhead, Marilyn Manson, Killswitch Engage, Trivium, As I Lay Dying, Opeth, Machine Head, Lamb of God, The Koletzkis, Kasabian, Dick Brave & the Backbeats e Soundgarden/ Em 13 de Fevereiro mais bandas foram confirmadas: A$AP Rocky, Anthrax, Azealia Banks, Beginner, Boyce Avenue, Caligola, Cancer Bats, Cro, Crystal Castles, Devildriver, Dropkick Murphys, Evanescence, Example, Fiva & Das Phantom Orchester, FM Belfast, Ghost, Gojira, Graveyard, Halestorm, Hoffmaestro, Lower Than Atlantis, Mastodon, Maxïmo Park, Periphery, Refused, Rise to Remain, Steel Panther, The Hives, The Maccabees, The Rifles, The Ting Tings, Tinie Tempah e While She Sleeps, AWOLNATION, Chase & Status, Citizens!, Cypress Hill, Keane, Pete Doherty, Rival Sons, Shinedown, Tove Styrke, Tribes e Triggerfinger e em 9 de março anunciou oficialmente Destination Anywhere.                                      |                                               | 85.000, vendidos em 17 de janeiro de 2012               |

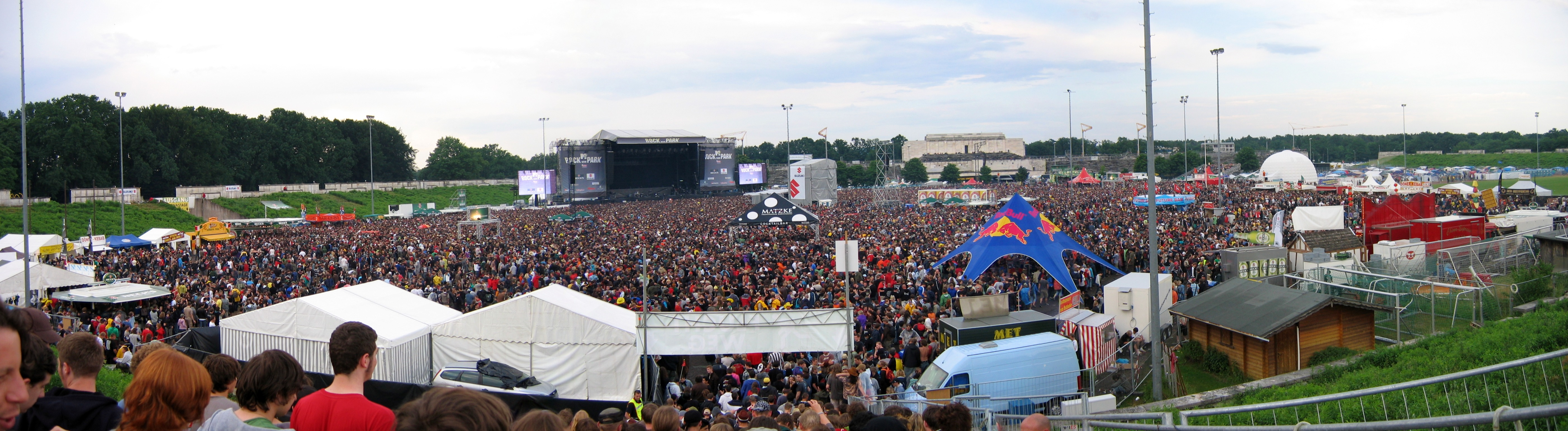
Panorama durante o Rock Im Park 2008.

| 07/06 − 09/06/2013 | Thirty Seconds to Mars, Fettes Brot, Cro, Paramore, Fun., Imagine Dragons, The Strypes, Boys Noize, Korn, Limp Bizkit, Bullet for My Valentine, Broilers, Amon Amarth, A Day to Remember, Bring Me the Horizon, Asking Alexandria, The Ghost Inside, Love and Death, Fritz Kalkbrenner, Moonbootica, Kakkmaddafakka, Modestep, MC Fitti, Wax, The Royal Concept, Egyptian Hip Hop, Exclusive, The Prodigy, Volbeat, Stone Sour, The BossHoss, Airbourne, Papa Roach, Hacktivist, The Bloody Beetroots, The Killers, Hurts, Phoenix, Tocotronic, Biffy Clyro, Stereophonics, Jake Bugg, Leslie Clio, Palma Violets, Filius Nox, Selig, Bosse, Graveyard, Beatsteaks, Disco Ensemble, Clutch, Hanni El Khatib, The Bots, Vierkanttretlager, Killerpilze, Green Day, Sportfreunde Stiller, Kraftklub, Simple Plan, Bad Religion, Royal Republic, All Time Low, Seeed, Casper, The Wombats, Dizzee Rascal, Bastille, A$AP Rocky, Blumentopf, Die Orsons, Five Finger Death Punch, Coheed and Cambria, Coal Chamber, Newsted, Escape the Fate, In This Moment, Nekrogoblikon, Bullet, Pierce the Veil, Hawk Eyes |                                               |                                                         |